# Château du Karreveld
 (août 2025).
Si vous disposez d'ouvrages ou d'articles de référence ou si vous connaissez des sites web de qualité traitant du thème abordé ici, merci de compléter l'article en donnant les références utiles à sa vérifiabilité et en les liant à la section « Notes et références ».
Le château du Karreveld (en néerlandais : Kasteel Karreveld ou Karreveldkasteel) est une ferme-château et un ancien domaine de trois hectares à Molenbeek-Saint-Jean, une commune du nord-ouest de Bruxelles. Karreveld est également un quartier de cette commune. Cet espace est également un parc public communal.

## Un domaine vénérable
Le nom de Karreveld, en néerlandais Karel Veld ou « champ de Charles », trouverait son origine dans le passage de l'empereur Charles Quint à cet endroit. Ce récit folklorique est démenti par la datation d'actes officiels qui mentionnent le nom de « Karreveld » bien avant la naissance de Charles Quint. 
Le nom Karreveld tire plus vraisemblablement son origine de « Karreelvelt » (champ de terre à briques), eu égard au fait que plusieurs briqueteries étaient encore en activité aux environs du domaine au début du XXe siècle. 
Le nom de Carnevelt apparaît déjà dans un document, daté de 1253, à la suite de l'acte de donation fait par le Duc de Brabant, Jean Ier le Victorieux à son épouse Marguerite, fille de Saint Louis, Roi de France. La veuve de Jérôme Van Ghindertaelen vend le bien à un seigneur espagnol Don Garcia Osario y Borgia, en 1656. La famille de Villegas acquiert le bien, en 1780, pour le vendre à la commune en 1930.

## Sur le tracé des boulevards de Grande Ceinture[1]
Avant la Première Guerre mondiale déjà, le domaine est menacé de disparition. Abandonné par ses propriétaires, il est en outre sur le tracé des boulevards de Grande ceinture dont le prolongement au-delà du plateau de Koekelberg s’impose. Mais les amoureux du patrimoine et des espaces verts veillent au grain. Dans l’intervalle, le parc sert parfois de base aérienne aux aéronautes pour leurs ballons à gaz, un vélodrome en bois y est ouvert lors de la fermeture de celui du bois de la Cambre et le château est reconverti en laiterie.
Une fois le tracé du boulevard officialisé, la commune de Molenbeek-Saint-Jean se préoccupe de son urbanisation. Pour avoir les coudées plus franches, elle rachète le domaine en 1930 à la famille du comte de Villegas pour la somme de 400 000 €. Il couvrait à l’époque 16 hectares qu’il s’agissait, pour partie, d’intégrer dans le boulevard de ceinture et les voiries adjacentes à lotir et de transformer le reste en parc autour au château restauré. Le nouveau bourgmestre Edmond Machtens (1902-1978) charge alors l’architecte communal Pierre De Bruyne de consolider le bâtiment qui menace ruine.

## Un attrait pour le développement du quartier[1]

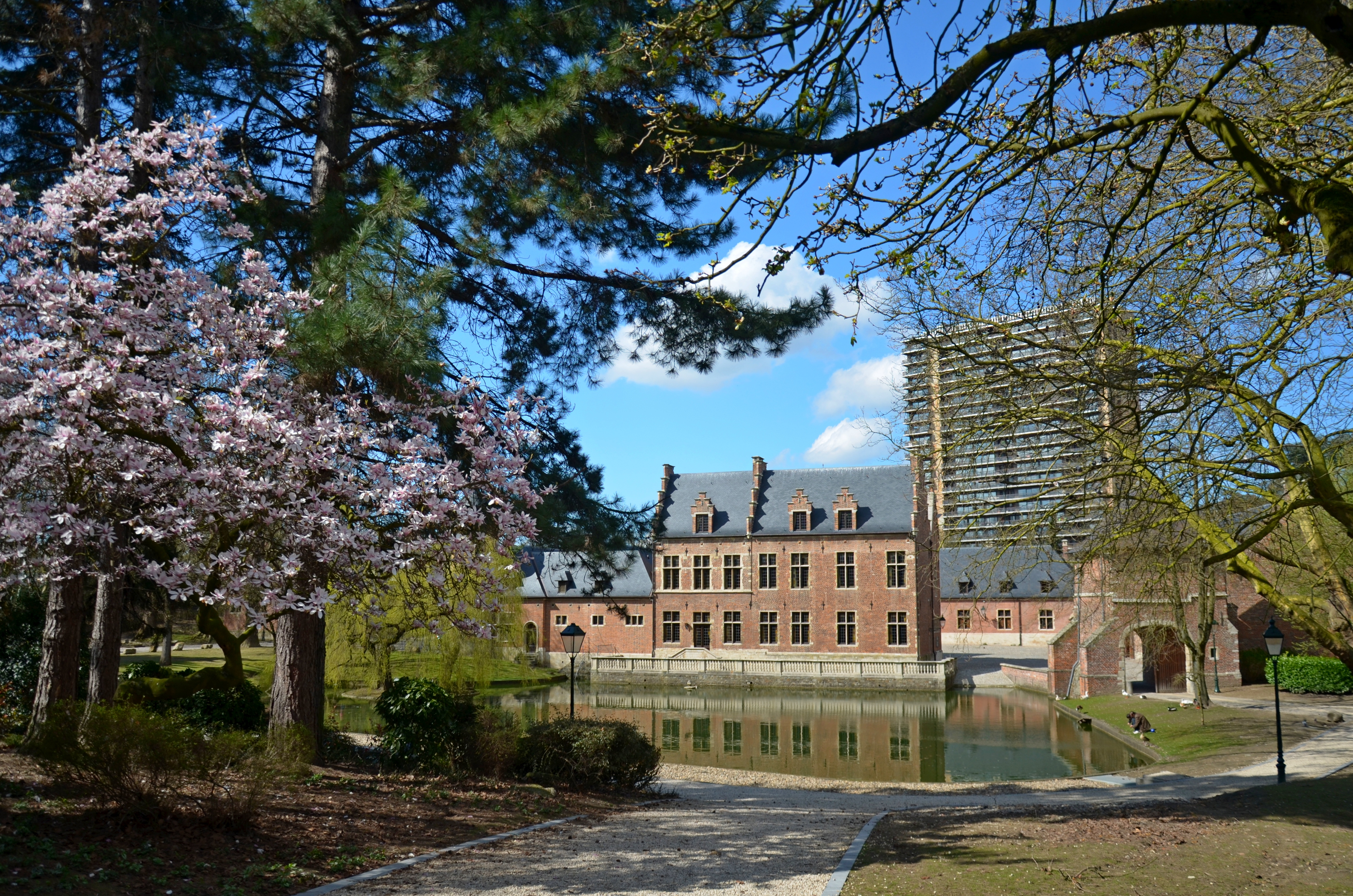
Vue depuis le parc.

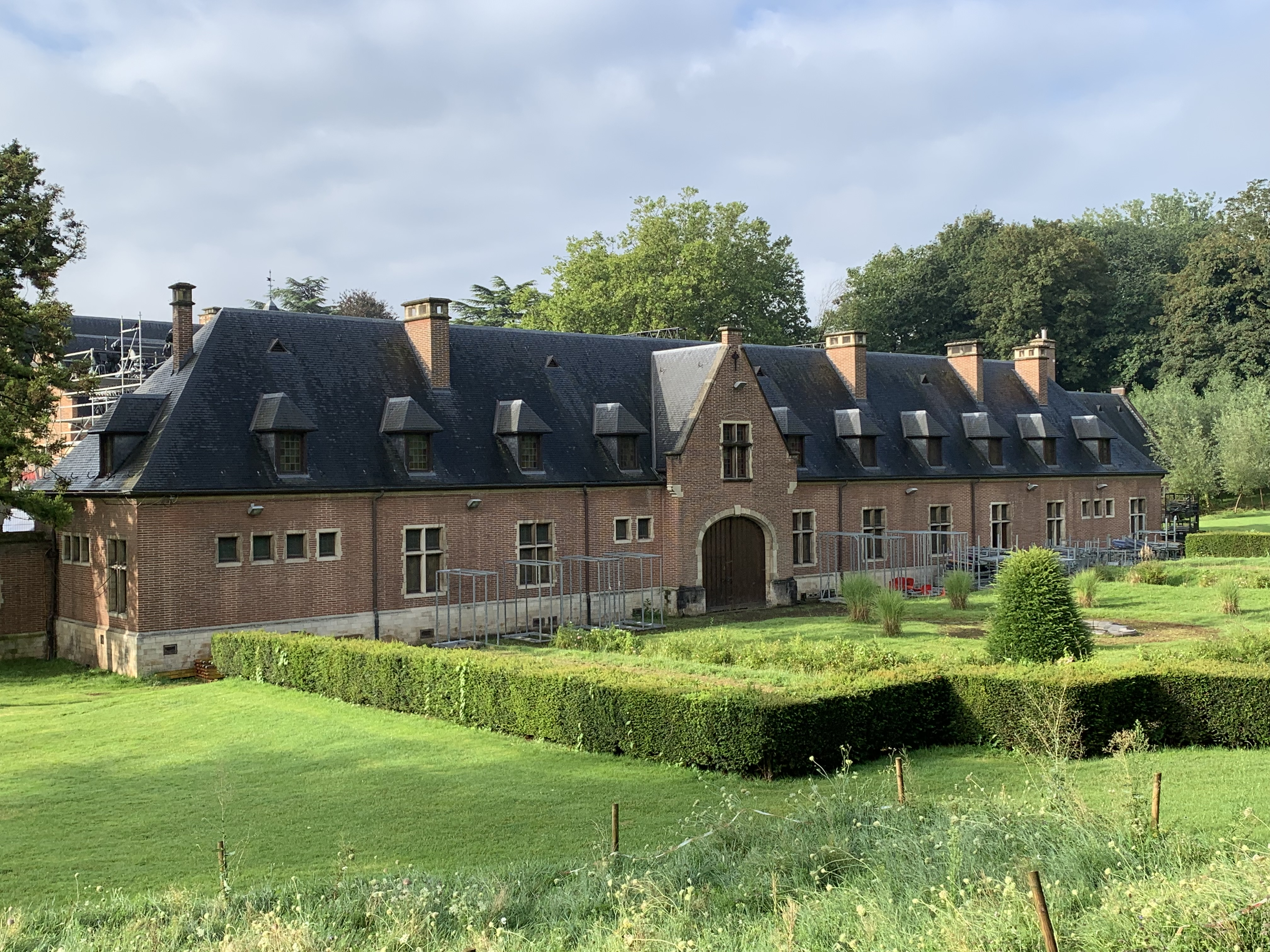
Façade arrière.

La guerre et les priorités de la reconstruction retardent ensuite l’entreprise jusqu’au début des années 1950. À ce moment, la commune semble hésiter entre son ardent désir d’attirer la bourgeoisie dans le nouveau quartier et la conservation du patrimoine. Le classement du château et du site, effectif en 1955 seulement, met un terme à ses tergiversations. Enfin convaincue de l’atout que le Karreveld représente pour l’attrait du quartier, elle débloque les budgets nécessaires à sa restauration. Pour justifier la dépense auprès de ses administrés, le bourgmestre tire habilement prétexte de la proximité de l’exposition universelle de 1958 et s’arrange pour inaugurer le château restauré au mois d’août, alors que la manifestation bat son plein.
Au moment de son acquisition par la commune, en 1930, les murs du château étaient encore blanchis à la chaux, dissimulant ainsi la belle brique espagnole dont on peut profiter aujourd’hui. Les fondations ont d’abord été refaites, le château reposant jusque-là à même le sol, sur un terrain marécageux. Le château a ensuite été partiellement rebâti entre 1952 et 1958 selon le plan classique du manoir, à mi-chemin entre la ferme et le château seigneurial. La grange, située du côté est de la cour intérieure, a été reconstruite en premier lieu. À son extrémité sud, un podium met en valeur une cheminée monumentale provenant du château d’Havré. De l’autre côté se trouve une taverne surmontée d’une galerie à balustres de style élisabéthain.
À l’intérieur, l’ameublement ne s’est pas limité à une époque déterminée, reflétant ainsi les apports successifs de ses occupants. Le salon est de style renaissance tandis que les deux salles à l’étage sont francisées. Dans les combles, aux charpentes apparentes, se trouve aménagée une salle de réunion à caractère monacal, de style Meuse et Rhin. L’oratoire a été reconstitué dans l’aile gauche de l’ancienne hostellerie, sous la tourelle à campanile. De beaux bâtiments ont enfin été reconstruits sur les côtés ouest et nord.
Le parc a été réaménagé en tenant compte de ses particularités historiques. Les douves du château ont été converties en étang. Une demi-lune en moellons de pierre, formant corbeille de fleurs, a été dessinée juste devant. Elle abrite de nombreux bancs dans de petites alcôves. À l’arrière du bâtiment, derrière un écran de peupliers, un jardin à la française avec vasques de fleurs et haies d’ifs de forme géométrique a été créé. Il conduit vers une vaste frondaison protégeant le jardin du boulevard tout proche.
Deux chemins pavés bordent le site : le premier, bordé par un sous-bois, sert d’entrée monumentale éclairée depuis le boulevard Louis Mettewie ; le second, abrité derrière une haie, relie l’avenue Jean de La Hoese à l’avenue de la Liberté et sert de desserte aux villas riveraines. Il délimite une vaste pelouse plantée qui offre une belle perspective sur le flanc nord du château.On y observe de nombreuses essences rares comme des araucarias et des genévriers. Fait remarquable, pas moins de huit espèces de conifères sont présents sur le site : pins, thuyas, cèdres, douglas, faux cyprès, cryptomeria du Japon, ifs, épicéas.
Les autorités communales molenbeekoises y célèbrent les mariages, la grange du château est destinée aux manifestations culturelles de prestige, voire plus populaires tel le Marché de Noël. Depuis 1999, le château accueille en juillet, août et septembre le Festival Bruxellons!, un festival de théâtre, mais ouvert aux autres arts de la scène (magie, musique, cirque, etc.). Le conseil communal y est également organisé.

## Les studios du Karreveld
Une autre activité, artistique celle-là, débute pratiquement en même temps que l'organisation des courses cyclistes : Charles Pathé  confie à Alfred Machin, la mission d'exploiter le premier studio de films en Belgique. C'est en 1912, chaussée de Gand, à Molenbeek-Saint-Jean, que prend naissance le cinéma belge. Plusieurs films de qualité dont les deux premiers longs métrages belges conservés La Fille de Delft mais aussi le prémonitoire Maudite soit la guerre sont tournés dans l'environnement des studios du Karreveld. Alfred Machin commande l'exécution dans ce lieu d'un studio vitré, des ateliers, une infrastructure pour les artistes ainsi qu'un mini-jardin zoologique qui accueillent des animaux exotiques tels que des ours, des chameaux et des panthères.

## Évènements

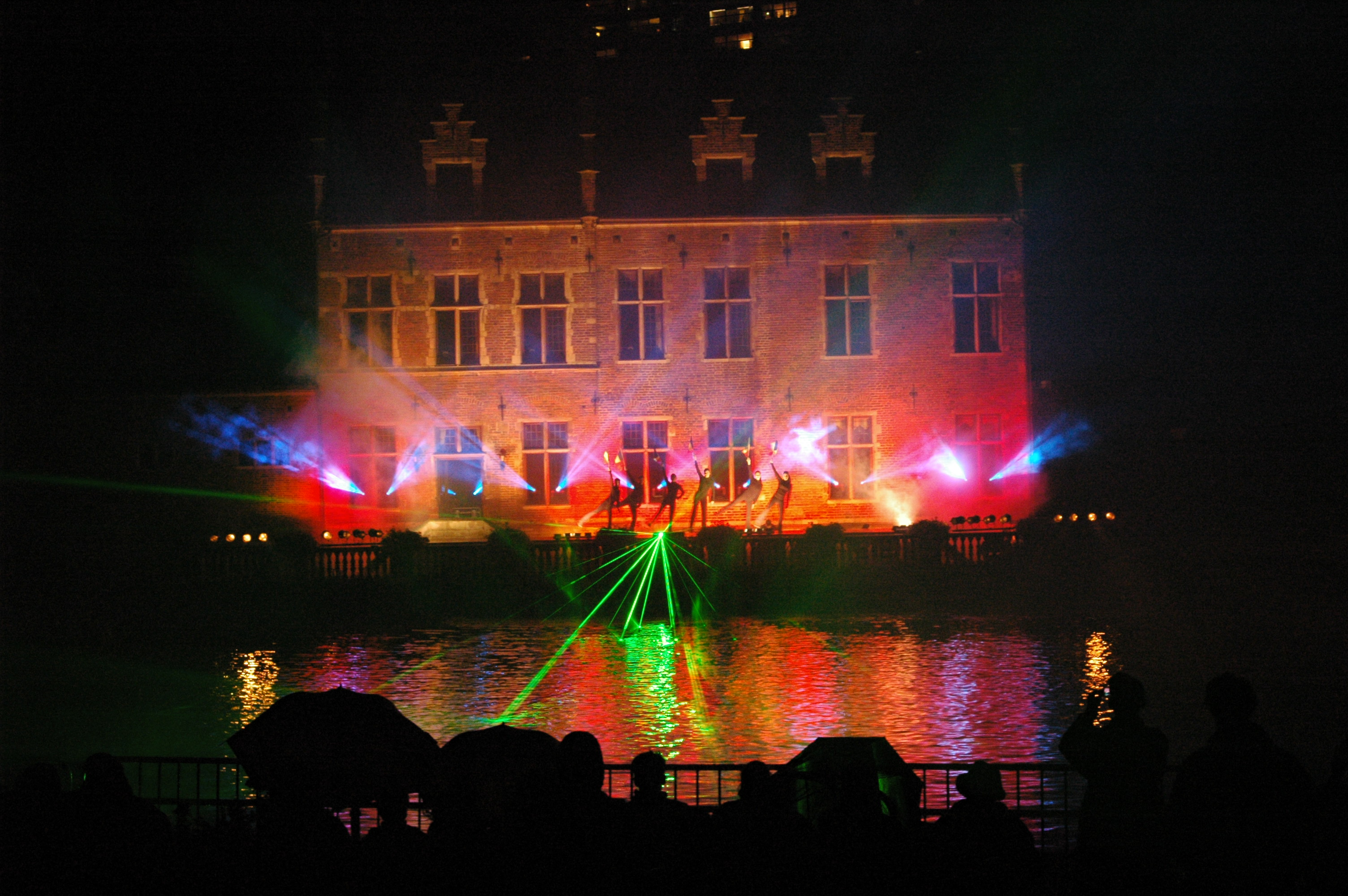
Spectacle au château du Karreveld.

### Festival Bruxellons!
L'enceinte du château du Karreveld accueille chaque été, de mi-juillet à septembre, le Festival Bruxellons !, un festival de théâtre ouvert aux autres arts de la scène (magie, musique, cirque, etc.). Créé en 1999, à l'initiative de la commune de Molenbeek-Saint-Jean, ce festival s'est développé pour proposer quelque temps après jusqu'à une trentaine de spectacles pour un total d'environ 100 représentations chaque été. La programmation est centrée sur les artistes belges et sur une dynamique de théâtre populaire voulant faire partager le meilleur du théâtre avec le plus grand nombre.

### The Blue Flamingo - Jazz Festival
Le Blue Flamingo - Jazz Festival est un cycle d’événements saisonniers consacrés au Jazz. Il est co-produit par la commune de Molenbeek-Saint-Jean depuis 2010. Les concerts proposés ont lieu les vendredis et samedis soir, trois ou quatre week-ends par an.

## Accessibilité
| ___ | Ce site est desservi par la station de métro : Osseghem. |

Bus STIB 53 et 49 et Tram STIB 82

## Sources
1. 1 2  DEMEY (Th), Bruxelles en vert, le guide des parcs et jardins de la Région bruxelloise du Molenbeek à la Woluwe, Badeaux, 2003, 525 p.
2. ↑  Les studios du Karreveld et La Belge-Cinéma/Film
3. ↑  Le Karreveld, notre lieu de spectacle
4. ↑  Blue Flamingo - Jazz Festival